# Bonnie Wright
Pour les articles homonymes, voir Wright.
Bonnie Wright, née le 17 février 1991 à Londres,, est une actrice, réalisatrice, productrice, scénariste et écrivaine britannique.
Elle acquiert une renommée mondiale, une popularité et un succès critique en jouant le rôle de Ginny Weasley, la cadette de la fratrie de la famille Weasley, dans la série des films à succès Harry Potter, adaptée de la saga littéraire du même nom. Pour le dernier film, elle est d'ailleurs nommée aux Empire Awards en tant que meilleur espoir féminin.
Elle a ensuite endossé des rôles très différents, en jouant dans des films dramatiques tels que The Sea, Before I Sleep ou encore Géographie du cœur malchanceux. En 2013, elle incarne le rôle de Georgina, l'une des étudiantes soumises à des expériences, dans le film fantastique The Philosophers.
Elle met sa carrière d'actrice entre parenthèses pour passer derrière la caméra. En 2012, elle fonde sa propre société de production nommé Bon Bon Lumière et réalise son premier court-métrage, Separate We Come, Separate We Go, qui est présenté en avant-première mondiale au Festival de Cannes 2012. En 2014, elle met en avant l'acteur Christian Coulson dans son court-métrage Know Thyself.
Très engagée dans les associations caritatives, elle est nommée ambassadrice de l'association Lumos. Fortement impliquée dans les causes et associations écologistes, elle devient officiellement en 2019 une militante et ambassadrice de l'organisation Greenpeace, où elle use de sa notoriété pour sensibiliser la préservation de l'environnement.
En avril 2022, elle publie son premier livre, intitulé Go Gently : Actionable Steps to Nurture Yourself and the Planet.

## Biographie
Bonnie Francesca Wright naît et grandit à Londres en Angleterre. Elle est la fille de Gary Wright et Sheila Teague, les propriétaires de la bijouterie Wright & Teague qui est de renommée nationale. Elle a un frère aîné prénommé Lewis.
Elle fréquente l'école primaire de King Alfred School, London (en), située dans le nord de Londres. Pendant le tournage de Harry Potter et les Reliques de la Mort, elle a suivi des études de réalisation au London College of Communication. Elle sort diplômée en 2012.

## Carrière

### Harry Potteret célébrité internationale (2001-2011)

#### Casting pour la première partie de la saga

Logo original de la saga Harry Potter.

En 1999, démarre le casting pour le film Harry Potter à l'école des sorciers. Elle auditionne pour le rôle de Ginny Weasley, après que son frère lui a dit de se présenter. Après plusieurs auditions, elle est sélectionnée parmi 17 000 candidates. Ce rôle permettra au grand public de la découvrir. Bonnie Wright est choisie pour interpréter le rôle de Ginny Weasley, la benjamine de la fratrie Weasley à l'âge de neuf ans, dans le film Harry Potter à l'école des sorciers. Le film remporte un énorme succès au box-office dans plusieurs pays. Il est le plus rentable de l'année 2001. Dans le film, elle n'apparaît cependant que dans une petite scène dans la Gare de King's Cross.
Un an plus tard, Bonnie Wright joue une nouvelle fois le rôle de Ginny dans Harry Potter et la Chambre des secrets (2002), le deuxième opus de la série. Son rôle est devenu plus important dans ce film, dans lequel son personnage commence ses études à Poudlard et rencontre un journal secret qui commence à contrôler ses actions.
En 2004, Harry Potter et le Prisonnier d'Azkaban, le troisième volet de la série Harry Potter sort. Ce film est celui qui rencontre le moins de succès de toute la série Harry Potter. Elle apparaît cependant moins que dans le deuxième opus. En 2005, Harry Potter et la Coupe de feu, quatrième volet de la série de films Harry Potter bat tous les records précédents, notamment celui au box-office, pour son week-end d'ouverture. Ce record est battu à la fois aux États-Unis et au Royaume-Uni, ainsi que par rapport aux épisodes précédents de la série.

#### Engagement pour la seconde partie de la saga

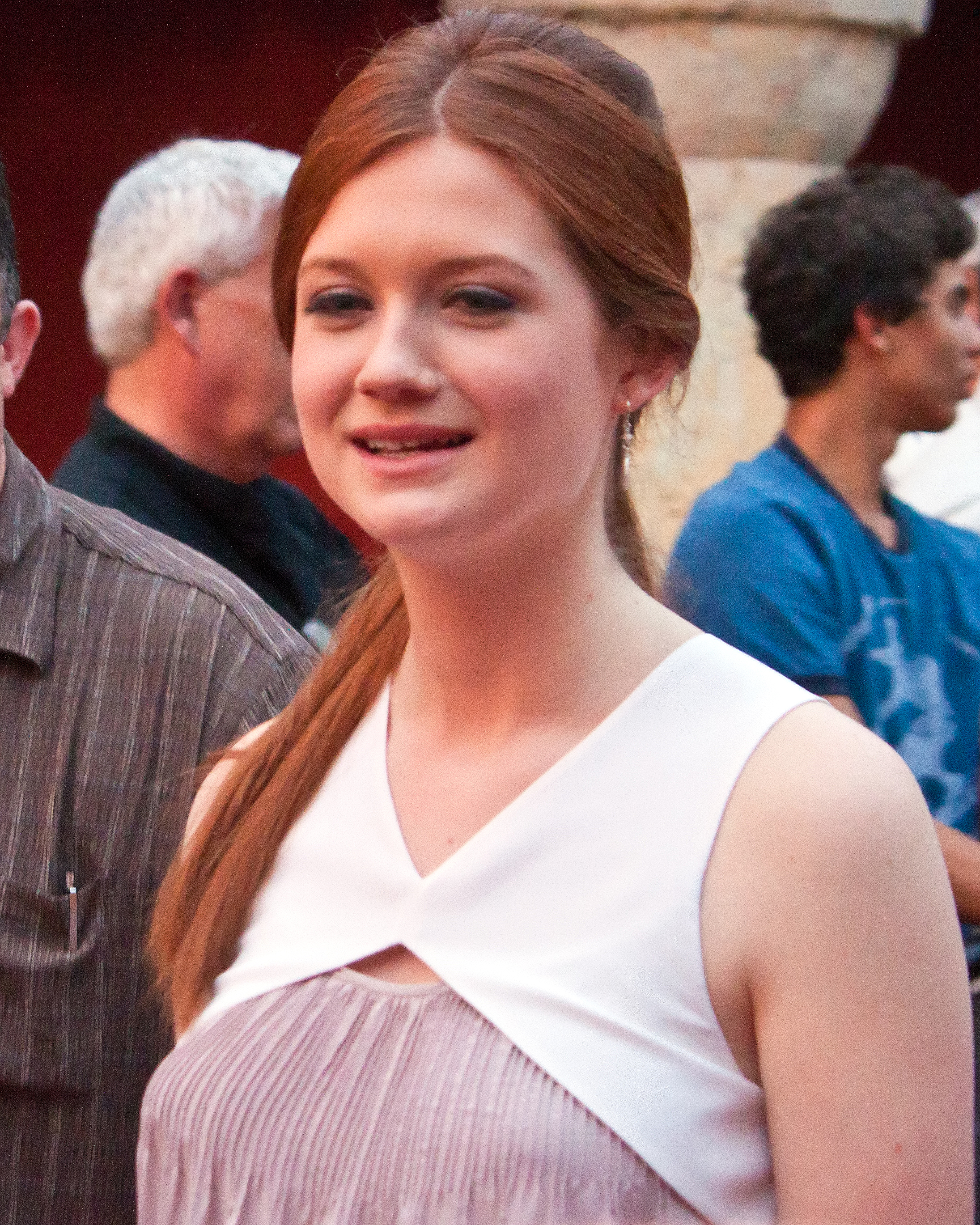
Bonnie Wright à la Wizarding World of Harry Potter en 2010.

Le cinquième film de la franchise Harry Potter et l'Ordre du Phénix sort en 2007. C'est un énorme succès commercial. Le film établit un record avec une somme, au niveau mondial, de 332 700 000 $ de recette pour son week-end d'ouverture. Son rôle devient plus important à partir de ce film, notamment grâce à l'intégration de son personnage dans l'Armée de Dumbledore et sa participation à la bataille du Ministère de la Magie, face aux Mangemorts, notamment Lucius Malefoy et Bellatrix Lestrange.
Le sixième film de la série, Harry Potter et le Prince de sang-mêlé, initialement prévu pour novembre 2008, sort en retard, le 25 juillet 2009. Les acteurs désormais en fin d'adolescence, les critiques sont alors plus disposés à les examiner au même niveau que le reste du casting du film. Bonnie Wright a reçu plusieurs critiques positives pour son interprétation de Ginny Weasley. Variety écrit : « Bonnie Wright, intrigue l'histoire » et le Comingsoon.net dit : « Si quelqu'un m'avait dit, il y a huit ans, que Bonnie Wright, l'interprète de Ginny Weasley dans le premier film, deviendrait une actrice dramatique aussi puissante, capable de porter des scènes et les trois personnages principaux, je ne l'aurais pas cru. »
Le tournage pour la dernière tranche de la série Harry Potter, Harry Potter et les Reliques de la Mort, va du 18 février 2009 au 12 juin 2010. Pour des raisons aussi bien financières que liées au respect de l'œuvre, le livre original a été divisé en deux films, tournés l'un après l'autre. En effet, le réalisateur aurait été contraint de couper de nombreuses scènes pour faire tenir tout le roman dans un seul film.
Harry Potter et les Reliques de la Mort, partie 1 sort le 24 novembre 2010 et le dernier opus, Harry Potter et les Reliques de la Mort, partie 2 sort en juillet 2011. C'est le premier et le seul film de la série diffusé en 3D. C'est aussi le seul film de la série « Harry Potter » à passer la barre symbolique du milliard de dollars de recettes dans le monde. Pour le dernier film, elle sera nommée aux Empire Awards en tant que meilleur espoir féminin.

### AprèsHarry Potter: diversification et concentration vers des projets indépendants (2002-2015)
L'année suivante de la sortie de Harry Potter à l'école des sorciers, en 2002, la jeune Bonnie apparaît aussi dans le téléfilm Seuls au bout du monde. En 2004, elle interprète le rôle de la jeune Agatha Christie dans le téléfilm Agatha Christie: A Life in Pictures.
En 2013, elle apparaît également dans le film : The Philosophers dans lequel elle interprète une élève qui se voit intégrer une expérience philosophique menée par son professeur de philosophie, interprété par James D'Arcy. La même année, elle s'engage dans deux films dramatiques : The Sea de Stephen Brown et Before I Sleep d'Aaron Sharff et Billy Sharff.
La même année, elle fait ses premiers pas au théâtre dans la pièce écrite en 1954 par Peter Ustinov, The Moment of Truth, dans laquelle elle assure le rôle principal. Bonnie Wright va recevoir des critiques positives pour sa performance. Le British Theatre Guide va s'exprimer en disant : « Bonnie Wright montre clairement dans sa performance, qu'elle est motivée par l'amour pour de son père et doit faire face avec émotion au rejet de son amant masqué lors son retour. » tandis que le journal The Stage dira « Bonnie Wright montre pour ses débuts sur scène, qu'elle est parfaitement acceptable dans son rôle. ».
Elle devait également être à la tête de la distribution du film Those Who Wander, où elle devait interpréter Zoe. La sortie de ce long métrage est cependant annulée par la suite.
En août 2014, elle commence le tournage de la comédie pour enfant Who Killed Nelson Nutmeg? (en). Le film sort le 10 octobre 2015 durant le Festival du film de Londres. Durant cette période, elle tourne le film A Christmas Carol, réalisé par David Izatt, qui sort en décembre 2018.

### Passage derrière la caméra (depuis 2012)
« La raison pour laquelle j'aime l'industrie du film en tant que média, c'est parce que c'est incroyablement collaboratif. Je travaille vraiment mieux lorsque je collabore avec d'autres personnes. […] Je pense qu'en tant que réalisateur, vous devez avoir une pensée assez latérale. Vous devez en quelque sorte penser à tous les différents départements. C'est presque comme si vous dirigiez un orchestre. »

— Bonnie Wright, expliquant son choix de devenir réalisatrice, au site Varsity.
En 2012, Bonnie réalise son tout premier court métrage Separate We Come, Separate We Go dans lequel elle retrouve David Thewlis (qui joue Remus Lupin dans la saga Harry Potter). Il joue le rôle de Norman. Le film est présenté au Festival de Cannes. Elle fonde la même année, sa propre société de production nommé « Bon Bon Lumière ».

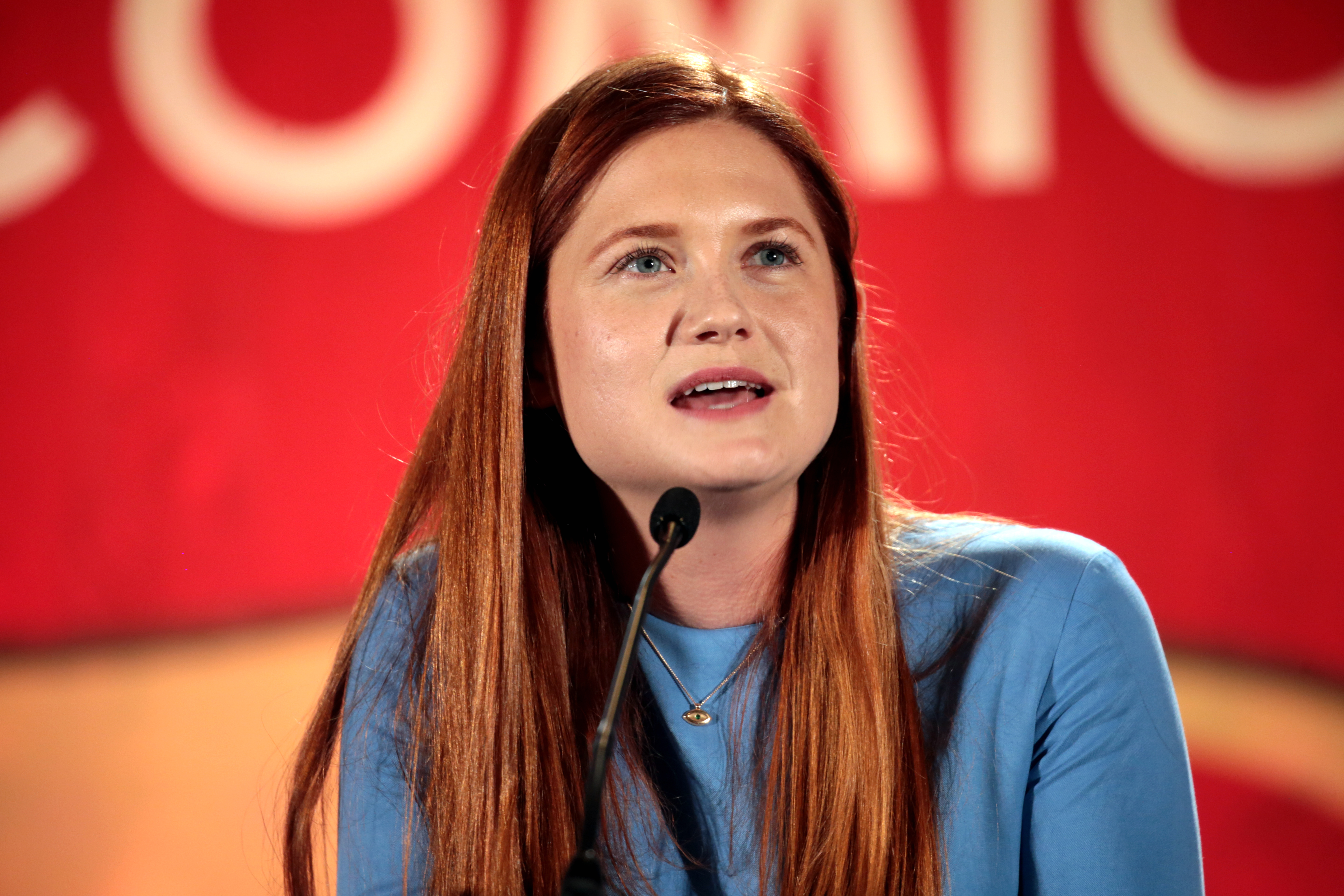
Bonnie Wright à la Phoenix Comicon en 2017.

En septembre 2013, elle a réalisé le clip vidéo Dreaming de sa partenaire dans le film The Philosophers, Sophie Lowe. Le clip a été filmé sans aide, dans la voiture de la chanteuse. Bonnie a filmé Lowe depuis le siège avant de la voiture, tandis que celle-ci était sur le siège arrière,.
En janvier 2014, elle annonce qu'elle dirigera le clip vidéo Sea Ess de George Schuster. La même année, elle écrit et réalise le court métrage Know Thyself, en mettant en vedette sa co-star de Harry Potter, Christian Coulson. Le court métrage, est présenté au New Film Makers New York at the Anthology Film Archive en février 2016.
En juillet 2014, elle réalise le court métrage Fade To Gold pour la compagnie de bijoux de ses parents Wright & Teague (es) et LoveGold.
En 2016, elle réalise également le court-métrage Medusa's Ankles avec l'acteur Jason Isaacs (également présent dans Harry Potter) dans l'un des rôles principaux. Le film raconte l'histoire d'une professeure de lettres classiques attirée par une estampe du peintre Matisse et qui finalement tombe amoureuse de son propriétaire. La réalisatrice annonce en janvier 2016 via son compte Twitter qu'il s'agit d'une adaptation d'une histoire courte de l'écrivaine britannique Antonia Susan Byatt. Celui-ci, est présenté en avant-première dans le salon de coiffure Sincil Salon à Londres en mai 2018.

« Faire de si grands films -comme Harry Potter- m’a donné l'envie d’approfondir mes connaissances sur les processus de réalisation. Lorsque vous jouez, vous observez tant de choses qui se passent autour de vous. Je dirige moi-même des acteurs, et il y a un langage particulier qui est si unique. Quand vous passez de l’autre côté de la caméra, c'est une expérience tellement agréable. »

— Bonnie Wright, sur sa transition d'actrice à réalisatrice, The Guardian.
En 2017, elle réalise et écrit le court métrage Phone Calls. Celui-ci, est présenté au Festival du film de Tribeca. Phone Calls est une série de conversations anthologiques explorant la façon dont les gens se parlent quand ils ne sont pas face à face. Sans proximité physique, un espace est né dans lequel les vérités personnelles et, souvent, la laideur sont déchaînées autant par vos proches que par des personnes qui vous sont étrangères,.
En octobre 2018, elle réalise le clip vidéo de l'actrice et chanteuse Scarlett Johansson et du musicien Pete Yorn, Iguana Bird, puis celui de la chanteuse Sophie Lowe, Taught You How To Feel,.
L'année suivante, elle réalise le clip vidéo de sa meilleure amie et chanteuse Maguire pour sa chanson Fallible. Le magazine Fame a qualifié le clip comme un « portrait d'une candeur époustouflante ».
Bonnie Wright a annoncé en 2019, qu'elle travaillait sur son premier long métrage, un film « d'action et d'horreur » sur la pollution et l'environnement intitulé Unearthed. Le tournage a malheureusement été repoussé à cause de la pandémie de coronavirus.

## Image publique

### Mode et mannequinat
Bonnie a sa propre page profil sur Next Models Agency. Elle a été nommée lauréat du Most Edgy Look Award lors du Rodial Beautiful Awards 2011. Également en 2011, elle apparait pour The Financial Times dans leur complément consacré au luxe How to Spend It. La séance photo, qui a eu lieu au Victoria and Albert Museum, a été consacrée aux peintures de Dante Gabriel Rossetti.
Bonnie Wright a défilé sur le podium pour l'automne-hiver 2011 de Katie Eary durant le London Fashion Week. Elle a été présente à différentes séances photos, notamment dans Entertainment Weekly, The Times Luxx Magazine, The Daily Mail You Magazine, InStyle Magazine, Nylon Magazine, Vanity Fair, et Dirrty Glam.
En avril 2019, elle crée une gamme de maillots de bain féminins écologiques en collaboration avec Fair Habor. Lors d'une interview, elle raconte : « J'habite en Californie et je surfe, alors je passe beaucoup de temps sur l'eau. […] Je voulais créer la forme et la coupe des maillots de bain pour encourager le mouvement à la plage, que ce soit la natation, la danse ou le surf ! »,.
Deux mois après, elle est mise en avant dans le cadre de Re-Nylon, un nouveau projet innovant de la célèbre marque Prada, qui propose d’emblématiques sacs revisités dans un nouveau nylon recyclé,. Elle apparaît dans le premier épisode de la série de courts-métrages racontant les objectifs, les intentions et la réalité de Prada Re-Nylon.

### Engagements écologiques et caritatifs
En 2016, elle devient l'une des ambassadrices de l'association Lumos, créée par la romancière J. K. Rowling et la députée européenne et baronne Emma Nicholson. Elle rejoint de nombreux acteurs de la saga Harry Potter comme l'actrice Evanna Lynch. En septembre de la même année, elles se sont rendues en Haïti pour apprendre pourquoi 30 000 enfants avaient si désespérément besoin de familles, et non d'orphelinats.

#### Ambassadrice de bonne volonté pour Greenpeace et Rainforest Alliance

Greenpeace, une ONGI de protection de l'environnement dont Bonnie Wright est militante.

Bonnie Wright est militante écologiste de l'organisation Greenpeace,, et use de sa notoriété pour sensibiliser à la préservation de l'environnement. En novembre 2017, elle s'est jointe à l'Arctic Sunrise pour une tournée et a aidé au nettoyage et a vu le problème de première main. Elle déclare plus tard : « J'ai été très attristée de découvrir combien de plastique nous avons trouvé en quelques heures de chalutage. »

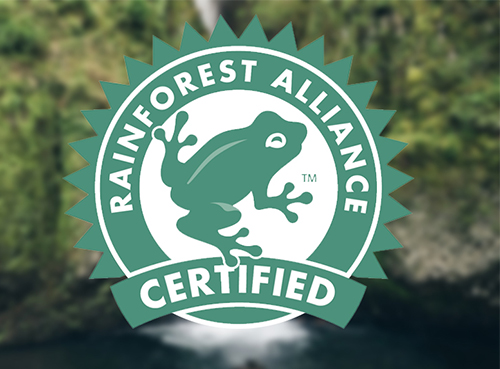
Rainforest Alliance, une ONG américaine qui a pour objectif de préserver la biodiversité et la durabilité dont Bonnie Wright est militante.

En janvier 2018, elle rejoint de nombreux militants de l'association pour transmettre un message au siège de Coca-Cola, comme quoi plus de 585 000 personnes veulent que l'entreprise abandonne les plastiques à usage unique. En juin 2019, elle annonce sur son compte Instagram, qu'elle est officiellement devenue ambassadrice de Greenpeace : « En tant qu'ambassadrice, je m'emploierai à mettre en œuvre un traité mondial sur les océans des Nations Unies afin de protéger au moins un tiers de nos océans en tant que sanctuaires océaniques. »
En février 2020, Bonnie Wright se rend en tant qu'ambassadrice avec Rainforest Alliance au Guatemala afin de visiter les concessions forestières communautaires de Petén pour apprendre comment elles appliquent des pratiques durables dans l'utilisation et la conservation des ressources renouvelables dans la zone à usages multiples du Réserve de biosphère Maya,. Interrogé sur le pourquoi de s'être rendue à cet endroit, elle répondra : « J'ai décidé de venir au Guatemala parce que je voulais en savoir plus sur le travail de Rainforest Alliance sur le terrain. Il était intéressant de voir comment les communautés non seulement protègent un habitat important mais tirent également leur subsistance des ressources qui poussent dans la forêt. ».

#### Fondatrice deGo Gently
À la suite de ses nombreuses expériences d'écologiste, Bonnie Wright fonde en fin 2020 sa communauté nommée Go Gently.
Ce projet est une plateforme inspirée par son premier livre Go Gently : Actionable Steps to Nurture Yourself and the Planet, publié le 19 avril 2022. L'actrice décrit sa communauté comme un « Un lieu où l'on pourra trouver des essais de réflexion, des idées pratiques et des recettes pour mettre en œuvre des actions positives dans sa vie quotidienne ».
Inspirée de son livre, elle lance pour sa communauté sa propre chaîne YouTube. Celle-ci offre des conseils et astuces pour lutter contre la crise climatique dans nos activités quotidiennes.
Bonnie Wright admet qu'elle n'est en aucun cas une experte du changement climatique, mais seulement une ambassadrice de Greenpeace. Elle est animée par sa passion pour la cause et veut partager cet enthousiasme avec d'autres pour les inciter à agir eux aussi.

## Vie privée
En octobre 2009, elle commence à fréquenter l'acteur Jamie Campbell Bower, rencontré durant une soirée liant les films Harry Potter : « Contrairement à ce que tout le monde pense, nous ne nous sommes pas rencontrés sur le plateau de Harry Potter mais lors d'une soirée liée au film. ». Le 10 avril 2010, ils annoncent leurs fiançailles,, puis se séparent deux ans plus tard, en juin 2012. 
Elle a ensuite fréquenté de 2013 à 2015, l’homme d'affaires Simon Hammerstein,.
Après avoir vécu plusieurs années à Londres, puis deux années à New York, elle déménage vers fin 2016 à Los Angeles en Californie, par choix personnel : « […] Je pense que je voulais juste plus d'espace. Je suis très intéressée par la manière dont votre environnement affecte vos idées, votre travail et tout le reste. […] Je pense que je suis plus faite pour être ici […] ».
Depuis fin 2020, elle partage la vie d'Andrew Lococo, un acheteur chez la société de sa famille soccerloco. Le 19 mars 2022, le couple se marie à San Juan Capistrano en Californie, dans le centre écologique nommé The Ecology Center. Ils emménagent ensemble à San Diego. Le 28 avril 2023, elle annonce sa première grossesse sur les réseaux sociaux,. Le 27 septembre 2023, elle annonce la naissance de son premier enfant. Son fils, né le 19 septembre 2023, se prénomme Elio Ocean Wright Lococo,,.

## Théâtre
- 2013 : The Moment of Truth (en) mise en scène de Rob Laycock, Southwark Playhouse (en), Londres : La fille

## Filmographie

### En tant qu'actrice

#### Cinéma

##### Longs métrages
- 2001 : Harry Potter à l'école des Sorciers (Harry Potter and the Philosopher's Stone), de Chris Columbus : Ginny Weasley
- 2002 : Harry Potter et la Chambre des Secrets (Harry Potter and the Chamber of Secrets), de Chris Columbus : Ginny Weasley
- 2004 : Harry Potter et le Prisonnier d'Azkaban (Harry Potter and the Prisoner of Azkaban), d'Alfonso Cuaron : Ginny Weasley
- 2005 : Harry Potter et la Coupe de Feu (Harry Potter and the Goblet of Fire), de Mike Newell : Ginny Weasley
- 2007 : Harry Potter et l'Ordre du Phénix (Harry Potter and the Order of the Phoenix), de David Yates : Ginny Weasley
- 2009 : Harry Potter et le Prince de Sang-Mêlé (Harry Potter and the Half-Blood Prince), de David Yates : Ginny Weasley
- 2010 : Harry Potter et les Reliques de la Mort, partie 1 (Harry Potter and the Deathly Hallows – Part 1), de David Yates : Ginny Weasley
- 2011 : Harry Potter et les Reliques de la Mort, partie 2 (Harry Potter and the Deathly Hallows – Part 2), de David Yates : Ginny Weasley
- 2013 : The Sea de Stephen Brown : Rose
- 2013 : The Philosophers (After the Dark) de John Huddles : Georgina
- 2013 : Before I Sleep d'Aaron Sharff et Billy Sharff : Phoebe
- 2014 : Géographie du cœur malchanceux (Geography of the Heart) de David Allain et d'Alexandra Billington : Mia (segment "Londres")
- 2015 : Who Killed Nelson Nutmeg? (en) de Tim Clague et Danny Stack : Diana
- 2018 : A Christmas Carol de David Izatt : Nell

##### Courts métrages
- 2010 : Harry Potter and the Forbidden Journey de Thierry Coup : Ginny Weasley
- 2014 : How (Not) to Rob a Train de Anna Maguire : une bandit

#### Télévision

##### Téléfilms
- 2002 : Seuls au bout du monde (Stranded) de Charles Beeson : Sarah jeune
- 2004 : Agatha Christie: A Life in Pictures de Richard Curson Smith : Agatha Christie jeune

##### Émission
- 2022 : Harry Potter : Retour à Poudlard (Harry Potter 20th Anniversary: Return to Hogwarts) de Casey Patterson : elle-même (épisode spécial ou réunion spéciale)

### Cinéma
| Année | Film                             | Réalisatrice | Scénariste | Productrice |
| ----- | -------------------------------- | ------------ | ---------- | ----------- |
| 2012  | Separate We Come, Separate We Go | Oui          | Oui        |             |
| 2014  | Know Thyself                     | Oui          | Oui        | Oui         |
| 2014  | Fade To Gold                     | Oui          |            |             |
| 2016  | Sextant                          | Oui          | Oui        | Oui         |
| 2018  | Medusa's Ankles                  | Oui          |            | Oui         |

### Télévision
| Année | Série       | Réalisatrice | Scénariste | Producteur |
| ----- | ----------- | ------------ | ---------- | ---------- |
| 2017  | Phone Calls | Oui          | Oui        |            |

### Clips vidéos
| Année | Titre                  | Interprète                       | Réalisatrice | Productrice |
| ----- | ---------------------- | -------------------------------- | ------------ | ----------- |
| 2013  | Dreaming               | Sophie Lowe                      | Oui          |             |
| 2014  | Sea Ess                | George Schuster                  | Oui          |             |
| 2018  | Taught You How To Feel | Sophie Lowe                      | Oui          |             |
| 2018  | Iguana Bird            | Pete Yorn ft. Scarlett Johansson | Oui          |             |
| 2019  | Fallible               | MAGUIRE                          | Oui          |             |
| 2021  | Melt                   | MAGUIRE                          | Oui          |             |

## Doublage

### Filmographie
- 2007 : The Replacements (série télévisée) : Vanessa (voix) (saison 2, épisode 11 : London Calling)
- 2013 : Legends of Oz: Dorothy's Return de Will Finn et Dan St. Pierre (en) : La Princesse d'Oz (voix)
- 2014 : My Dad Is Scrooge de Justin G. Dyck : Connie (voix)

### Livres audio
- 2020 : The Garden Party and Other Stories, basé sur le roman de Katherine Mansfield : Le narrateur[89]
- 2020 : The Fountain of Fair Fortune, basé sur le roman Les Contes de Beedle le Barde de J. K. Rowling : Le narrateur[90]

## Publication
- Go Gently: Actionable Steps to Nurture Yourself and the Planet, HarperCollins (USA) et Quercus Books (en) (UK), 2022

## Distinctions
| Année | Récompense              | Catégorie               | Film                                              | Résultat   |
| ----- | ----------------------- | ----------------------- | ------------------------------------------------- | ---------- |
| 2011  | Rodial Beautiful Awards | Most Edgy Look Award    | Harry Potter et les Reliques de la Mort, partie 1 | Récompense |
| 2012  | Empire Award            | Meilleur espoir féminin | Harry Potter et les Reliques de la Mort, partie 2 | Nommée     |

## Voix francophones
En France, Margaux Laplace est la voix française ayant le plus doublé Bonnie Wright, notamment pour les derniers films Harry Potter. Léa François l'a doublée dans les premiers films de la série, et Camille Donda dans Harry Potter et la Coupe de feu et Harry Potter et l'Ordre du Phénix.
Au Québec, Sophie Léger est la voix française régulière de l'actrice. Elle a également été doublée par Adèle Trottier-Rivard, notamment pour Harry Potter et les Reliques de la Mort, partie 2.